# 张万钧

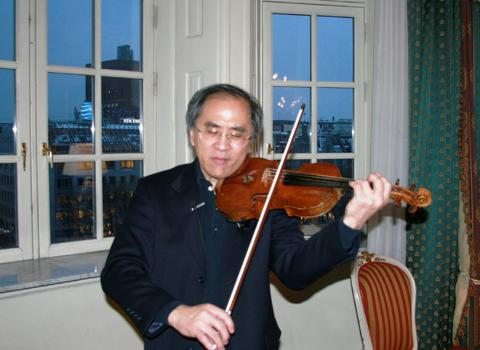
张万钧

张万钧（1953年—），美籍华裔小提琴家。

## 生平
出生于波士顿。他曾获1974年帕格尼尼小提琴大赛银奖，是波士顿室内乐团（Boston Chamber Music Society）的创始成员之一，目前在新英格兰音乐学院、波士顿音乐学院、波士顿大学、麻省理工学院等校任教。他还是大提琴家马友友的长期合作伙伴。
2010年他应挪威诺贝尔委员会邀请，在奥斯陆市政厅举行的2010年诺贝尔和平奖颁奖典礼上演奏了三首曲子，其中包括两首中国传统乐曲《茉莉花》和《彩云追月》以及西洋乐曲《爱的礼赞》。同时他还特地带了一把小提琴并请50多名参加颁奖典礼的嘉宾签名，准备将来赠送给刘晓波或其妻子刘霞。